# Sant’Antonino (Haute-Corse)
Sant’Antonino település Franciaországban, Haute-Corse megyében. Lakosainak száma 132 fő (2022. január 1.). Sant’Antonino Pigna, Aregno, Cateri, Feliceto és Santa-Reparata-di-Balagna községekkel határos.

## Népesség
A település népessége az elmúlt években az alábbi módon változott:
| Lakosok száma | 121  | 79   | 60   | 89   | 113  | 120  | 127  | 134  | 136  | 132  |
|               | 1968 | 1982 | 1990 | 2006 | 2013 | 2015 | 2017 | 2019 | 2020 | 2022 |